# Guy Vandenbranden
Guy Vandenbranden (Elsene, 14 juli 1926 - Antwerpen, 3 juni 2014) was een Belgisch kunstenaar. Hij hield zich onder andere bezig als schilder, tekenaar, collagekunstenaar, beeldhouwer en graficus. Vandenbranden wordt internationaal beschouwd als een van de belangrijkste vertegenwoordigers van de Belgische abstracte kunst.
Vermelding van de Prix Hélène Jacquet in 1956, laureaat van de prix de la Jeune Peinture Belge in 1957 en winnaar van de Prix Hélène Jacquet in 1958.

## Stijl en werk
Vanaf 1951 zei Guy Vandenbranden de figuratie voorgoed vaarwel en begon hij lyrisch abstract te werken. In 1952 kwam Vandenbranden terecht in het Brusselse kunstmilieu en raakte hij bevriend met Pol Bury, Jo Delahaut, Kurt Lewy, Jean Rets en Jean Milo. Dankzij deze contacten sloot Guy Vandenbranden zich in 1956 aan bij de kunstenaarsgroep "Art Abstrait". Vandenbranden werkte vanaf 1954 volledig geometrisch abstract en beoefende deze beeldtaal consequent tot zijn overlijden in 2014.
Rond 1958 werkte Vandenbranden voornamelijk in zwart en wit, waarbij hij met zijn kunstwerken bijna tot de monochromie kwam en er een duidelijke aansluiting was bij het werk van de Amerikaanse Hard Edge van die tijd. Vanaf 1961 begon Vandenbranden te werken met reliëf en ontstonden zijn eerste abstracte sculpturen. Vanaf 1967 begon Guy Vandenbranden rechtstreeks celluloselak op panelen te spuiten met als doel om visuele illusies te doen ontstaan (verwant aan de Op Art).
Vanaf de tweede helft van de jaren zeventig kwamen er monumentale opdrachten binnen. In 1982 realiseerde hij een glasraam in Beekkant, een metrostation in Brussel. Het werk bestaat uit vijftien aaneengeschakelde elementen met een herhaling van kleuren.

## Nieuwe Vlaamse School
In 1959 plande Vandenbranden samen met Jef Verheyen een Antwerpse avant-garde galerie te openen om kunstenaars met een gelijkgestemde geest bijeen te brengen. Piero Manzoni, Jean Tinguely en Lucio Fontana hadden toegezegd om samen te werken, maar uiteindelijk sprong dit project af en nam G58 in het Hessenhuis te Antwerpen de rol als platform voor een nieuwe (Europese) avant-garde over. Na het afspringen van hun project smeden Vandenbranden en Jef Verheyen met Englebert Van Anderlecht plannen die zullen leiden tot de oprichting van de Nieuwe Vlaamse School in 1960. Deze kunstenaarsgroep, waartoe ook Paul Van Hoeydonck, Jan Dries en Vic Gentils toetraden, had tot doel om hun kunst internationaal te promoten met tentoonstellingen in onder andere Duitsland, Zwitserland en Italië.

## Selectie van solotentoonstellingen
1950
Galerie St. Laurent, Brussel
1952
Galerie St. Laurent, Brussel
Galerie Iris, Antwerpen
1954
Galerie St. Laurent, Brussel
1956
Galerie Het Atelier, Antwerpen
1958
Albert Landry Gallery, New York (USA)
1959
Galerie St.Laurent, Brussel
Galleria Pater, Milaan (Italië)
1960
Galerie Aujourd'hui, Brussel
Galleria Pater, Milaan (Italië)
1961
Galerie St. Laurent, Brussel
Galerie Orez, Den Haag (Nederland)
1962
APIAW, Luik
Galerie Margaretha de Boevé, Assenede
1963
Musée des Beaux-Arts, Verviers
Galerie Drieghe, Wetteren
Galerie le Zodiaque, Brussel
1964
Galerie Müller, Stuttgart (Duitsland)
1965
Galerie Kaledioscoop, Gent, met Mark Verstokt en Dan Van Severen
Galerie Orez, Den Haag, met o.a. Yoyoi Kusama en Henk Peeters
1966
Galerie Le Zodiaque, Brussel
Galerie Bernard, Solothurn (Zwitserland), met Roger Raveel
1979
Galerie Schneller, Düsseldorf (Duitsland)
1981
Morley Gallery, Londen (VK)
1995
Galerie Richard DELH - Paris
2006
K.A.D Gallery - Konkret Art Dell - Bruxelles
2014
Callewaert Vanlangendonck Gallery - Antwerpen

Heeft deelgenomen aan talrijke groepstentoonstellingen in binnen- en buitenland. 

## Selectie boeken en catalogi
Monografieën 
- Jole Marcel van & Ernest Van Buynder, Guy Vandenbranden. Een halve eeuw constructivisme, uitgeverij Snoeck, Gent, 2006
- Tiefenthal Marc, De opbouw in lijn gezet / 50 jaar constructivisme. Monografie omtrent de schilder Guy Vandenbranden, Pandora, Antwerpen, 2001
- Vermeiren David, Guy Vandenbranden. Een abstract leven, Callewaert Vanlangendonck Gallery, Antwerpen, 2014
- Vermeiren David, Guy Vandenbranden. Inner Circle, Callewaert Vanlangendonck Gallery, Antwerpen, 2016

Tijdschriften en artikels
- Jespers, Henri-Floris, 'Galerie Saint Laurent: Guy Vandenbranden (3/6)', Connexion, afl. 17 (2009), 7-11
- Mertens, Phil, 'Guy Vandenbranden. Kunst en integratie', Streven, 49/2 (1981), 168 e.v.
- Vree, paul De, 'De Nieuwe Vlaamse School. Voor- en achtergronden' (themanummer), De Tafelronde, 16/1 (1971)

## Overlijden en nalatenschap
Op 3 juni 2014 overleed Guy Vandenbranden te Antwerpen en liet hij zijn archief na aan de Antwerpse Callewaert Vanlangendonck Gallery. Deze galerie richtte daarna de 'Estate Guy Vandenbranden' op, die het artistieke oeuvre van Guy Vandenbranden beheert en promoot in binnen-en buitenland.